# Senoseč (Bruegel)
Senoseč je název olejomalby od vlámského malíře Pietera Bruegela staršího z roku 1565. Dochované dílo na plátně o rozměrech 117x161 cm je uložené v Praze v Lobkovickém paláci v areálu Pražského hradu.

## Dějiny

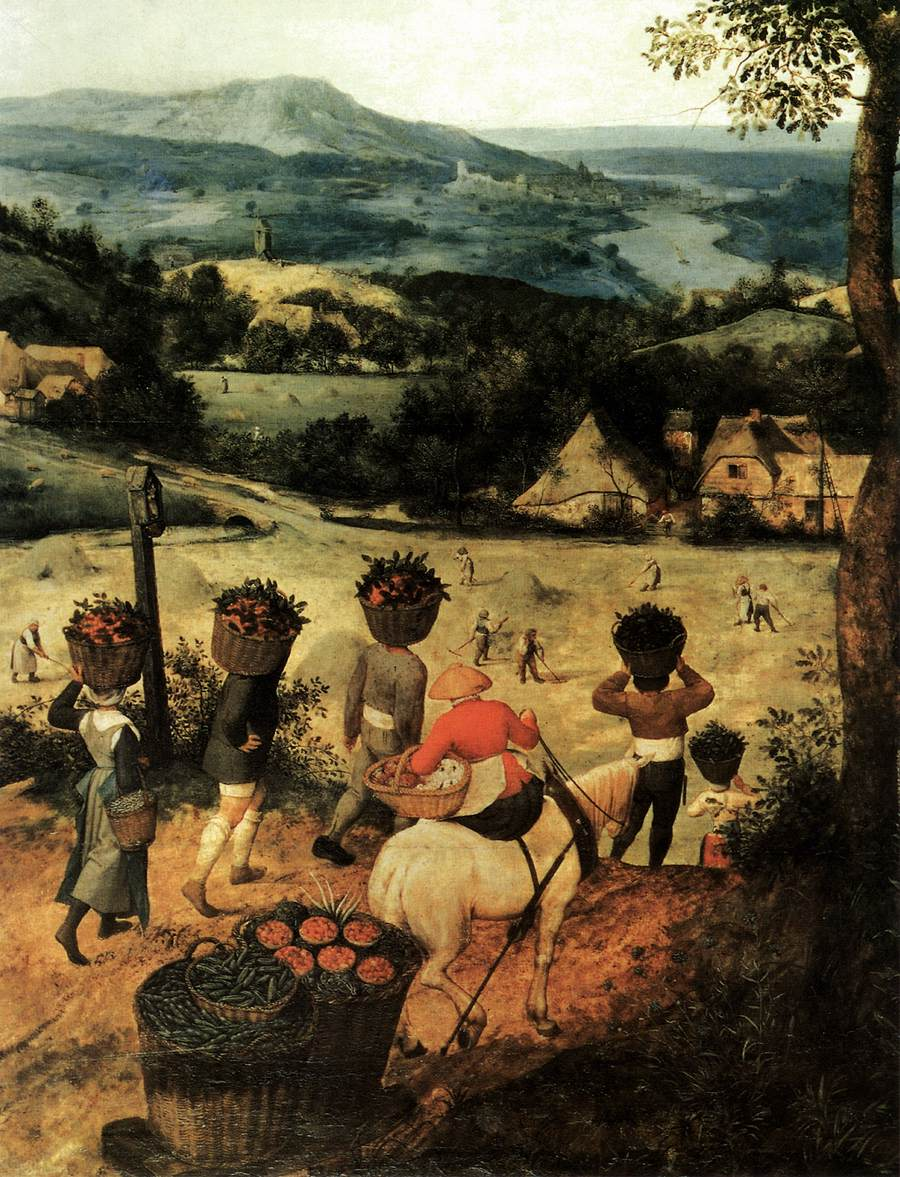
Detail

Dílo je součástí série Měsíce, sestávající pouze z pět desek a pro Niclaese Jonghelincka z Antverp. Již o rok později, v roce 1566, byl předán městské správě a v roce 1594 byl předán jako dar arcivévodovi Arnoštu Habsburskému. Nejméně do roku 1659 zůstávala Senoseč v císařských sbírkách, v roce 1864 jej však již vlastnila kněžna Leopoldina Grasalkovičová rozená Esterházyová a neznámými cestami se pak dostal do Čech do sbírky knížat z Lobkovic, kteří jej umístili na svůj zámek v Roudnici nad Labem.
V protektorátní době byla roudnická sbírka inventarizována nacistickými okupanty. Selektovali z ní předměty, kterými by obohatili své sbírky v říšských muzeích. O Bruegelův obraz projevil zájem sám Adolf Hitler.
Jedná se o jedinou desku ze série, která není podepsána ani datována, byť v 1931 byl odstraněn falešný podpis.

## Popis a styl
Scéna se odehrává v na počátku léta v červnu nebo červenci a znázorňuje skupinu farmářů, kteří se chystají žnout a sklízet seno. V popředí, v levém dolním rohu, muž brousí kosu a uprostřed k němu míří tři dívky. O něco dále vzadu vpravo jdou opačným směrem čtyři postavy s košíky a selkou sedící na koni. Skupina prochází po cestě mezi koši naplněnými lusky a červenými plody a edikulou s Madonou při okraji cesty. Střední část, jíž dominuje jasně žlutá, zobrazuje lán pole, kde se zemědělci věnují seči, sklizni a přepravě sena povozem.
V pozadí jsou vidět domy, vesnička na návrší a vlevo skalní výběžek s hradem na jednom z vrcholů. Vpravo pak mizí pohled, kam až oko dohlédne s údolím řeky, která sahá až k moři. Různé roviny jsou zvýrazněny barevnými kontrasty teplých (popředí a střed) a studených (pozadí) tónů.
Lidské postavy a příroda se zdají být dokonale spojené a vyzařují pocit klidu, ve volném tempu dělníků, se kterými se často setkáváme v Bruegelových dílech. Chybí i karikaturní deformace, ale skupinka dívek, z nichž jedna hledí směrem k divákovi, dokonce působí jako příjemná vsuvka. Celkově se zdá, že Bruegel chtěl při malování horkého období zobrazit postavy šťastné a spokojené, zbavené zahálky i únavy ze zbytečné práce.